# Sopron polgármestereinek listája
Ez a lista Sopron város polgármestereit tartalmazza:
- Artner Erhard (1582-1649) (polgármester: 1642)
- Artner Farkas (†1633) (polgármester: 1625–1626)
- Artner Lipót (1691-1776) (polgármester: 1753)
- Artner Vilmos (1602-1657)
- Beck János Vilmos (polgármester: 1694–1695)
- Dobner Ferdinánd (polgármester: 1700–1701, 1704–1705, 1712–1713, 1720–1722)
- Ernst Keresztély József (polgármester: 1762-–1763)
- Kersnerits Mihály (polgármester: 1684, 1689–1692, 1698–1699)
- Lackner Kristóf (polgármester: 1613–1619, 1621–1625, 1629–1631)
- Natl Lipót (1630–1692) (polgármester: 1667-1681, 1684)
- Preiner Mátyás (polgármester: 1680-1683, 1687-1688)
- Preining Jakab (polgármester: 1688-1690)
- Reichenhaller Richárd (†1694)
- Russ János Kristóf (1678–1756) (polgármester: 1744–1745)
- Torkos András (1732–?) (polgármester: 1773)
- Trim(m)el Mátyás (†1730) (polgármester: 1706–1707, 1714–1715, 1722–1723)
- Unger Mátyás (polgármester: 1716–1717)
- Wohlmuth János (1670-1750 ) (polgármester: 1725–1726, 1728–1729)
- Wohlmuth János Konrád (1740)
- Zuana Péter (polgármester: 1651–53, 1657–63)